# الكسندر بويد
الكسندر بويد (بالإنجليزية: Alexander Boyd)‏ هو سياسي أمريكي، ولد في 14 سبتمبر 1764 في ألباني في الولايات المتحدة، وتوفي في 8 أبريل 1857 في الولايات المتحدة. حزبياً، نشط في الحزب الفيدرالي الأمريكي. وقد انتخب عضو مجلس النواب الأمريكي.